# Heinz Vopel
Heinz Vopel (Dortmund, 5 april 1908 - Dortmund, 22 juni 1959) was een Duitse wielrenner die vooral als baanwielrenner actief is geweest.

## Biografie
Vopel was beroepsrenner van 1933 tot 1952. Hij was vooral succesvol als zesdaagsewielrenner. Hij nam deel aan 74 zesdaagsen waarvan hij er in totaal 32 won. Hij neemt daarmee een gedeelde 14e plaats in op de ranglijst aller tijden. Van die 32 overwinningen heeft hij de meeste (29) samen met zijn landgenoot Gustav Kilian behaald. 
Vopel heeft zijn zesdaagseoverwinningen vrijwel allemaal behaald in de Verenigde Staten en Canada. De reden daarvoor is dat het zesdaagsecircus in zijn geboorteland Duitsland werd verboden toen de nazi’s daar aan de macht kwamen. Om die reden week hij samen met zijn wielermaatje Gustav Kilian uit naar Amerika, waar de wielerzesdaagsen in de jaren '30 enorm populair waren. Na de inval van de Duitsers in Rusland waren Kilian en Vopel niet meer welkom in de Amerikaanse zesdaagsen. Het duurde dan ook tot na de oorlog eer beiden hun wielercarrière konden voortzetten.
Op de zeer respectabele leeftijd van 42 jaar won hij zijn laatste zesdaagse, de zesdaagse van Berlijn, weer samen met de toen 43-jarige Kilian. Dit koppel ging dan ook de geschiedenis in als het oudste koppel dat een wielerzesdaagse wist te winnen.

## Overzicht zesdaagsenoverwinningen
| Nr. | Jaar   | Zesdaagse van | Samen met                          |
| --- | ------ | ------------- | ---------------------------------- |
| 1   | 1934-2 | Cleveland     | Gustav Kilian en Werner Miethe     |
| 2   | 1934   | Minneapolis   | Piet van Kempen en Reggie Fielding |
| 3   | 1935-1 | Montréal      | Gustav Kilian                      |
| 4   | 1935-2 | Montréal      | Gustav Kilian                      |
| 5   | 1935-2 | Pittsburgh    | Gustav Kilian                      |
| 6   | 1935-2 | Chicago       | Gustav Kilian                      |
| 7   | 1935-2 | New York      | Gustav Kilian                      |
| 8   | 1936   | Milwaukee     | Gustav Kilian                      |
| 9   | 1936-1 | New York      | Gustav Kilian                      |
| 10  | 1936-1 | Chicago       | Gustav Kilian                      |
| 11  | 1936-1 | Montréal      | Gustav Kilian                      |
| 12  | 1936   | Londen        | Gustav Kilian                      |
| 13  | 1937   | Cleveland     | Gustav Kilian                      |
| 14  | 1937   | Milwaukee     | Gustav Kilian                      |
| 15  | 1937   | Saint Louis   | Gustav Kilian                      |
| 16  | 1937   | Indianapolis  | Gustav Kilian                      |
| 17  | 1937   | Pittsburgh    | Jules Audy                         |
| 18  | 1937   | Montréal      | Gustav Kilian                      |
| 19  | 1937-2 | Chicago       | Gustav Kilian                      |
| 20  | 1937-2 | New York      | Gustav Kilian                      |
| 21  | 1937-2 | Buffalo       | Gustav Kilian                      |
| 22  | 1938   | Cleveland     | Gustav Kilian                      |
| 23  | 1938-1 | Chicago       | Gustav Kilian                      |
| 24  | 1938   | New York      | Gustav Kilian                      |
| 25  | 1938-3 | Chicago       | Gustav Kilian                      |
| 26  | 1939   | Milwaukee     | Gustav Kilian                      |
| 27  | 1939   | San Francisco | Gustav Kilian                      |
| 28  | 1940   | Buffalo       | Cecil Yates                        |
| 29  | 1940   | Cleveland     | Gustav Kilian                      |
| 30  | 1941   | Buffalo       | Gustav Kilian                      |
| 31  | 1950-1 | Hannover      | Gustav Kilian                      |
| 32  | 1951-1 | Berlijn       | Gustav Kilian                      |

| Aantal | Samen met                                                                      |
| ------ | ------------------------------------------------------------------------------ |
| 29     | - Gustav Kilian                                                                |
| 1      | - Werner Miethe - Piet van Kempen - Reggie Fielding - Jules Audy - Cecil Yates |